# Gloria Stella Ortiz
Gloria Stella Ortiz Delgado (San Juan de Pasto, 7 de enero de 1969) es una abogada colombiana. fue magistrada de la Corte Constitucional desde 2014 hasta el 3 de julio de 2022, fue auxiliar judicial de la Secretaría General de la misma entidad y magistrada Auxiliar de Marco Gerardo Monroy Cabra y Eduardo Montealegre Lynett; posteriormente fue  consultora externa de la oficina de este último, quien además la nombró fiscal delegada con funciones de asesora del fiscal general de la Nación, cargo que desempeñó hasta su elección como magistrada del máximo órgano constitucional en el año 2014. 

## Biografía
Nacida en San Juan de Pasto (Nariño), graduada de abogada de la Universidad Externado de Colombia con especialización en Derecho Constitucional de la Universidad de los Andes, Magíster en Derecho Público de la Universidad Externado. Cuenta con más de veinte años de experiencia profesional, diecisiete de ellos en la Rama Judicial como auxiliar judicial, abogada sustanciadora y de tutela, magistrada auxiliar de la Corte Constitucional; magistrada auxiliar del Consejo de Estado y del Consejo Superior de la Judicatura; conjuez del Tribunal Administrativo de Cundinamarca, y asesora del fiscal general de la Nación. Durante el ejercicio independiente de su profesión ha sido abogada consultora y consultora externa. Tiene una amplia trayectoria académica como docente de las universidades Sergio Arboleda, El Rosario, Autónoma y La Sabana; coautora de diversos estudios e investigaciones sobre su especialidad. Fue Magistrada de la Corte Constitucional entre el 3 de julio de 2014 y el 3 de julio de 2022